# جزيرة أرضين (ميدي)

تعديل مصدري - تعديل

جزيرة أرضين هي إحدى جزر مديرية ميدي التابعة لمحافظة حجة.